# Cyllene unimaculata
Cyllene unimaculata is een slakkensoort uit de familie van de Nassariidae. De wetenschappelijke naam van de soort is voor het eerst geldig gepubliceerd in 1855 door A. Adams.